# Hecatera kaschmirensis
Hecatera kaschmirensis là một loài bướm đêm trong họ Noctuidae.